# Atsuakira
Atsuakira (japanisch 敦明 親王, Atsuakira Shinnō; geboren 20. Juni 994 in Kyōto (Provinz Yamashiro); gestorben 21. Februar 1051 ebendort) war ein Mitglied der japanischen kaiserlichen Familie in der mittleren Heian-Zeit.

## Leben und Wirken
Atsuakira war der erste Sohn des Kaisers Sanjō und seiner Mutter, der Kaiserin Jōshi (娍子). Fujiwara no Michinaga (966–1028) zwang Kaiser Sanjō, auf den Thron zu verzichten, und im Jahr 1016 wurde der kaiserliche Prinz Atsunari (敦成), der Sohn von Kaiser Ichijō, geboren von seiner Tochter Chūgū Shōshi (中宮彰子), als Kaiser Go-Ichijo inthronisiert.
Michinaga versuchte auch, den kaiserlichen Prinzen Atsunaga (敦良 親王; 1009–1045), den jüngeren Bruder des kaiserlichen Prinzen Atsunari, zum Kronprinzen zu ernennen, aber Kaiser Sanjō wollte unbedingt den kaiserlichen Prinzen Atsuakira ernennen. Da Michinaga jedoch wiederholt Druck auf ihn ausübte, verzichtete Prinz Atsuakira im darauffolgenden Jahr auf seine Stellung als Kronprinz.
Atsuakira erhielt als „Verzichtender Kaiseranwärter“ den Namen seines Palastes und wurde „Koichijō-in“ (小一条院) genannt. Er hatte Michinagas Tochter zur Frau genommen und trat 1041 in das Priestertum ein. Es gibt von ihm Waka-Gedichte in der Sammlung „Kin’yō waka-shū“ (金葉和歌集).